# ロザリー (ドミニカ国)
ロザリー（Rosalie）は、ドミニカ国のセント・デイヴィッド教区の村。島東部に位置し、北大西洋のロザリー湾に面している。また島中央部のモルヌ・トロワ・ピトン国立公園を水源とするロザリー川の河口がある。人口は2011年国勢調査によると722人で、この数値には内陸の集落グラン・フォンを含んでいる。
北にはロザリー岬を挟んで直線距離で約2キロメートルの所にプティ・スフリエールの村があるが、道路は繋がっていないためカッスル・ブルースまで大きく迂回する必要がある。
国勢調査の区分けから、地方自治体はグラン・フォン村に属していると思われる。